# Majdal Yaba
Majdal Yaba (en arabe : majdal yābā, مجدل يابا), en hébreu מגדל אפק Migdal Afek ou Migdal Tsedek) était un village palestinien situé à 18,5 km au nord-est de Ramla et à 4 km à l'est de Jaffa, proche de la rivière Yarkon. Une ville entourée de murs existait à cet endroit depuis 3000 av. J.-C.[réf. nécessaire]. Les croisés construisent là une citadelle qu'ils appellent Mirabel. Pendant la période de domination ottomane la ville change provisoirement de nom pour s'appeler alors Majdal al-Sadiq (en arabe : majdal al-ṣadīq, مجد الصديق).
En 1922, la ville fait partie du territoire sous mandat britannique. Le 12 juillet 1948, elle est prise par les forces israéliennes pendant le conflit de 1948-1949. La population arabe estimée à 1 700 habitants est amenée à déserter le lieu. On estime à plus de 10 000 les réfugiés palestiniens descendants de ces habitants en 1998. Dans les années 1950, l'agglomération israélienne de Rosh HaAyin a été construite sur le territoire de ce village, puis le moshav de Givat HaShlosha.

## Histoire

### Les Croisades, les Ayyoubides puis les Mamelouks

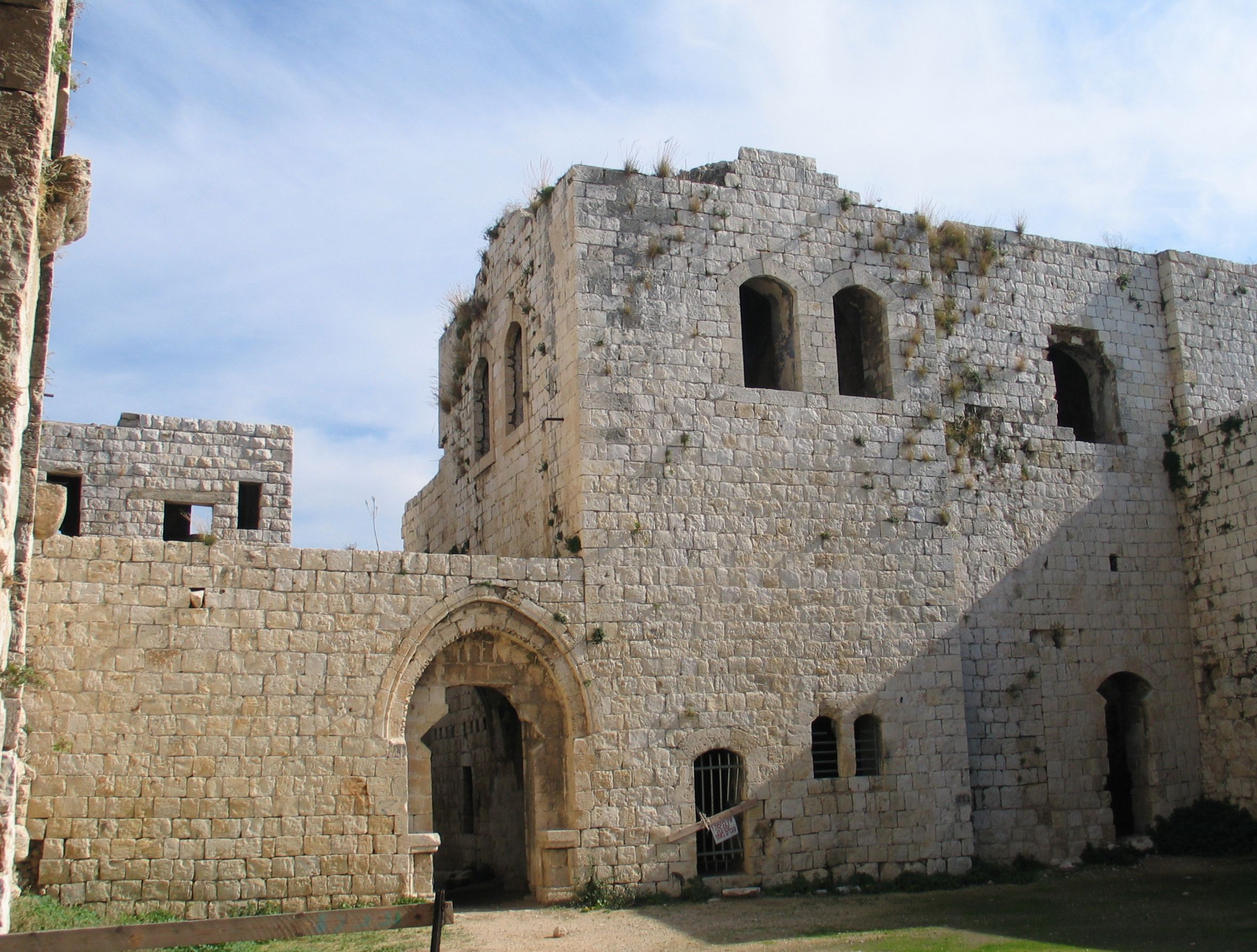
Ruines de la forteresse de Mirabel.

En 1099, les croisés prennent le levant aux souverains musulmans arabes. En 1152, ils construisent à Majdal Yâbâ, une forteresse qu'ils nomment Mirabel. Aux fêtes de Pâques 1152, Baudouin III est couronné roi de Jérusalem. Il décide de se libérer de la tutelle de sa mère Mélisende et de son conseiller le connétable Manassès de Hierges. Appuyé par les barons, il la mit en demeure de se retirer. Se sachant de son côté soutenue par le clergé, elle consentit seulement à céder à son fils les villes du littoral, Tyr et Acre, mais en gardant pour elle-même Jérusalem. Baudouin III prit les armes. Il commença par mettre hors de jeu Manassès de Hierges qu’il fit capituler dans le château de Mirabel, après quoi il se retourna contre sa mère, barricadée dans la citadelle de Jérusalem. Entre 1162 et 1171, Mirabel est une seigneurie indépendante. En 1166, certaines des terres dépendant du fief de Mirabel sont cédées à l'église de saint Jean Baptiste de Naplouse.
En juillet 1187, les Ayyoubides conduits par Al-Adel, le jeune frère de Saladin prennent le contrôle de Mirabel, mais ne la détruisent pas. Les chroniques rapportent que Saladin s'en sert de base pour mener des incursions contre les croisés et qu'il campe aux environs pendant les années 1191-1192.
Plus tard en 1226, sous les Mamelouks, le géographe arabe Yaqout al-Rumi mentionne la forteresse sous le nom de  Majdal Yafa (Tour de Jaffa), sans doute à cause de sa proximité de la ville de Jaffa. Il écrit que c'est un village avec une « formidable forteresse. »  À la fin du XIIIe siècle, Majdal Yafa a été abandonné.

### Période ottomane

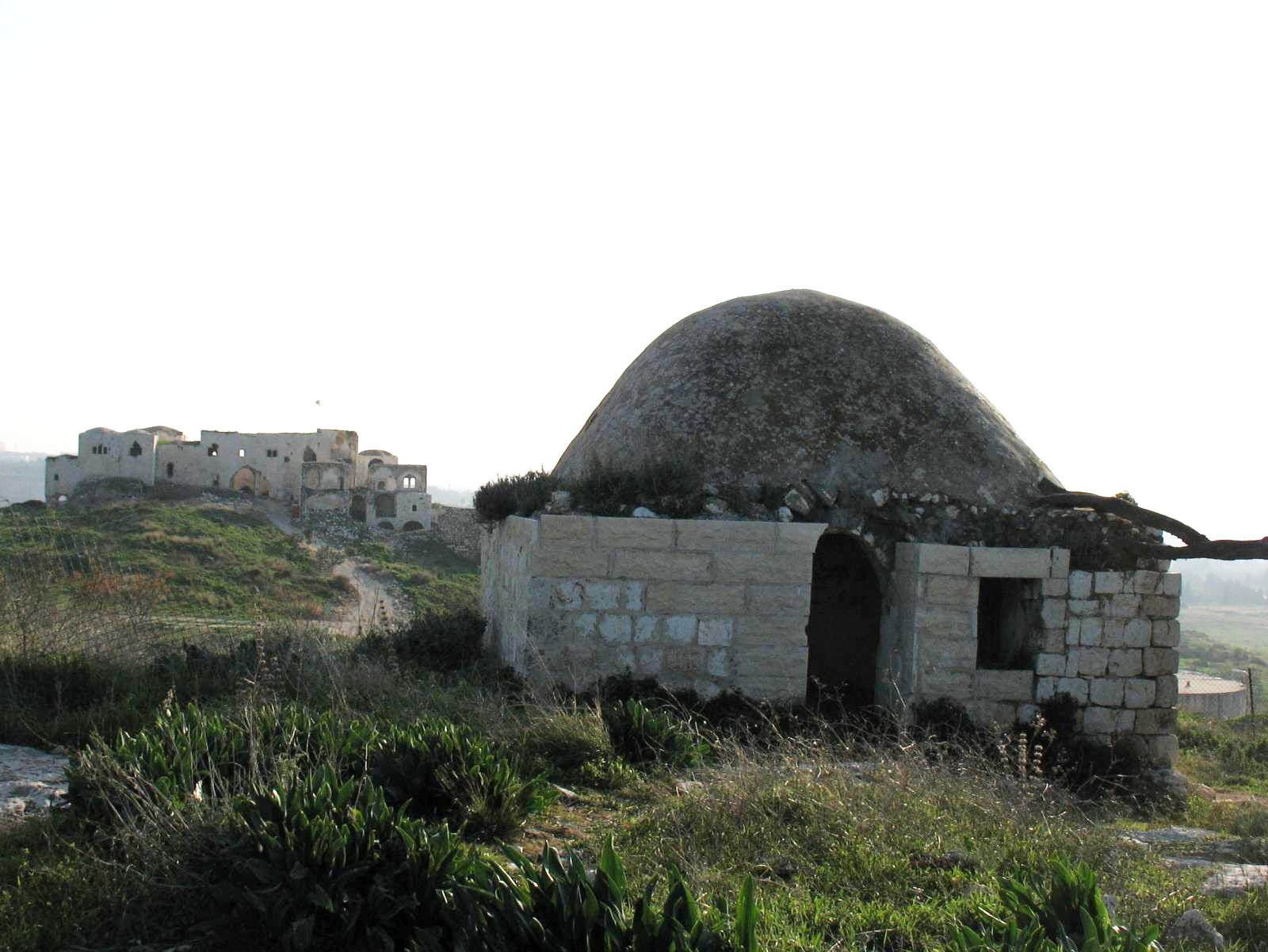
La tombe du Chaykh Muhammad al-Sadiq.

Apparemment, Majdal Yaba se repeuple lorsque la Palestine est incorporée à l'empire ottoman au début du XVIe siècle. Vers 1596, c'est un petit village de la circonscription de Jabal Qubal dans le sandjak de Naplouse. Il payait des taxes sur le froment, l'orge, les ruches et les chèvres.
Au XIXe siècle, le village est renommé Majdal al-Sadiq du nom de son chef le Chaykh Muhammad al-Sadiq, membre important du clan des Rayyan. Ce clan était une branche de la tribu bédouinne des Banu Ghazi tribe qui a émigré depuis la Jordanie vers la Palestine au XVIIe siècle. D'après Edward Robinson et Eli Smith, vers 1843, la forteresse qui était alors connue sous le nom de « forteresse des Rayyan », était en ruines et ils signalent que le Chaykh Muhammad al-Sadiq est en exil au moment de leur passage, bien que son palais a été récemment reconstruit. À cette époque le clan Rayyan était en guerre contre ses voisins, les Qasim, membres eux aussi de la tribu des Banu Ghazi. En 1859, les Rayyan perdent de leur influence au profit de leur rivaux les Qasim qui les ont vaincus.
À la fin du XIXe siècle, des voyageurs mentionnent les restes d'une église à l'intérieur du village. En 1888, une école est construite a Majdal Yaba.

### Le mandat britannique
En 1922, Majdal Yaba est inclus dans la zone sous mandat britannique. Les maisons sont petites, construites en terre, de pierre et de ciment, les rues sont étroites. Chaque groupe de maisons est habité par un seul clan et possède sa salle de conseil (diwan). La famille Rayyan, est alors appauvrie et dominée par le clan Qasim. « La maison des oppresseurs est en ruines » c'est ce qu'on dit en passant devant leur siège (kursi). En 1935, une mosquée est construite à Majdal Yaba. L'école qui avait été construite à l'époque ottomane est rouverte en 1920 et comprend environ 170 élèves en 1940. Il y a aussi un dispensaire dans le village. L'activité agricole reste la base de l'économie locale : blé, orge, légumes et sésame. Il y a aussi une tentative de culture de vergers en particulier d'agrumes. Un puits artésien permet l'irrigation.

### La guerre de 1948 et ses suites

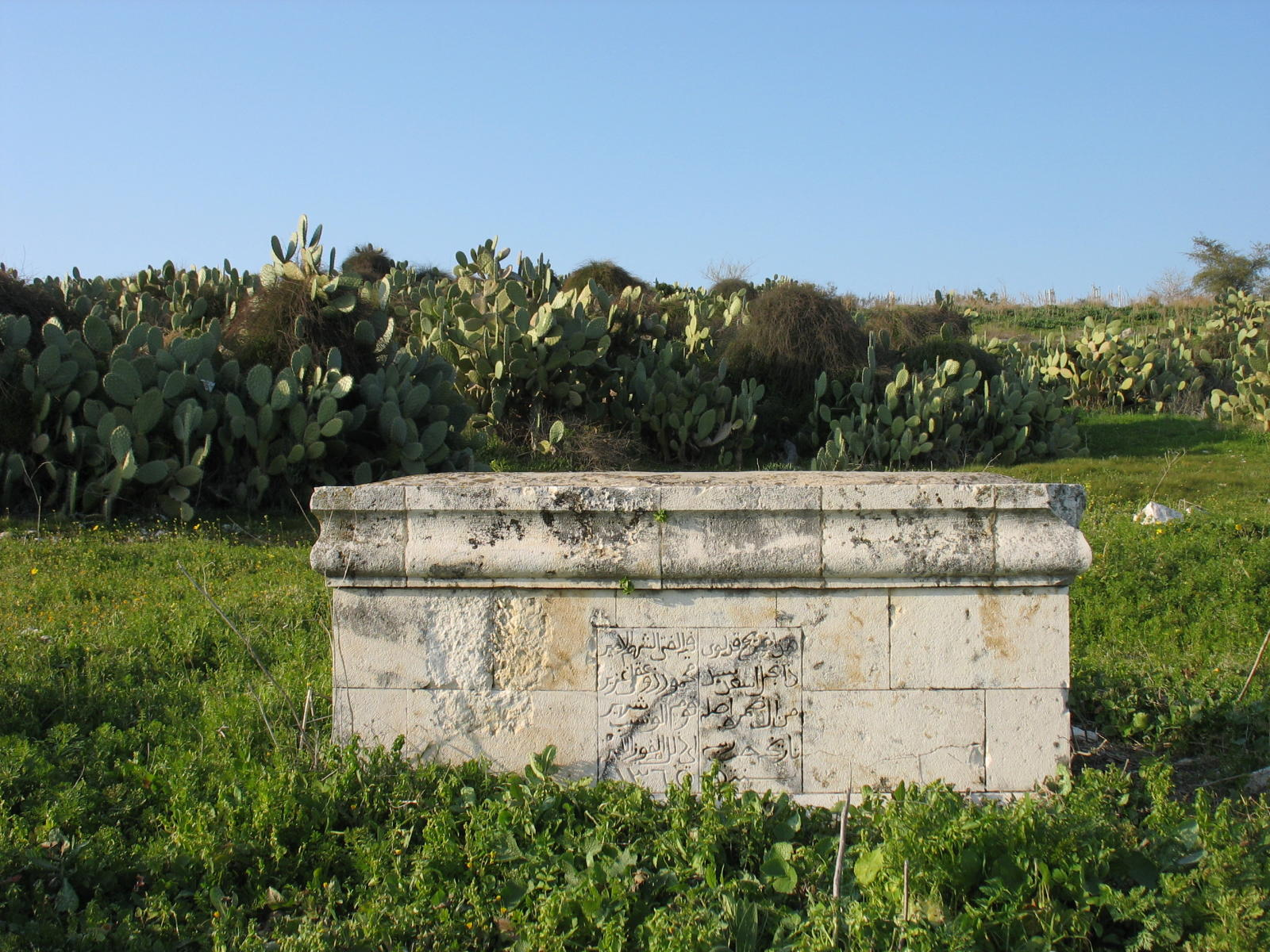
Tombe ancienne dans le cimetière de Majdal Yaba.

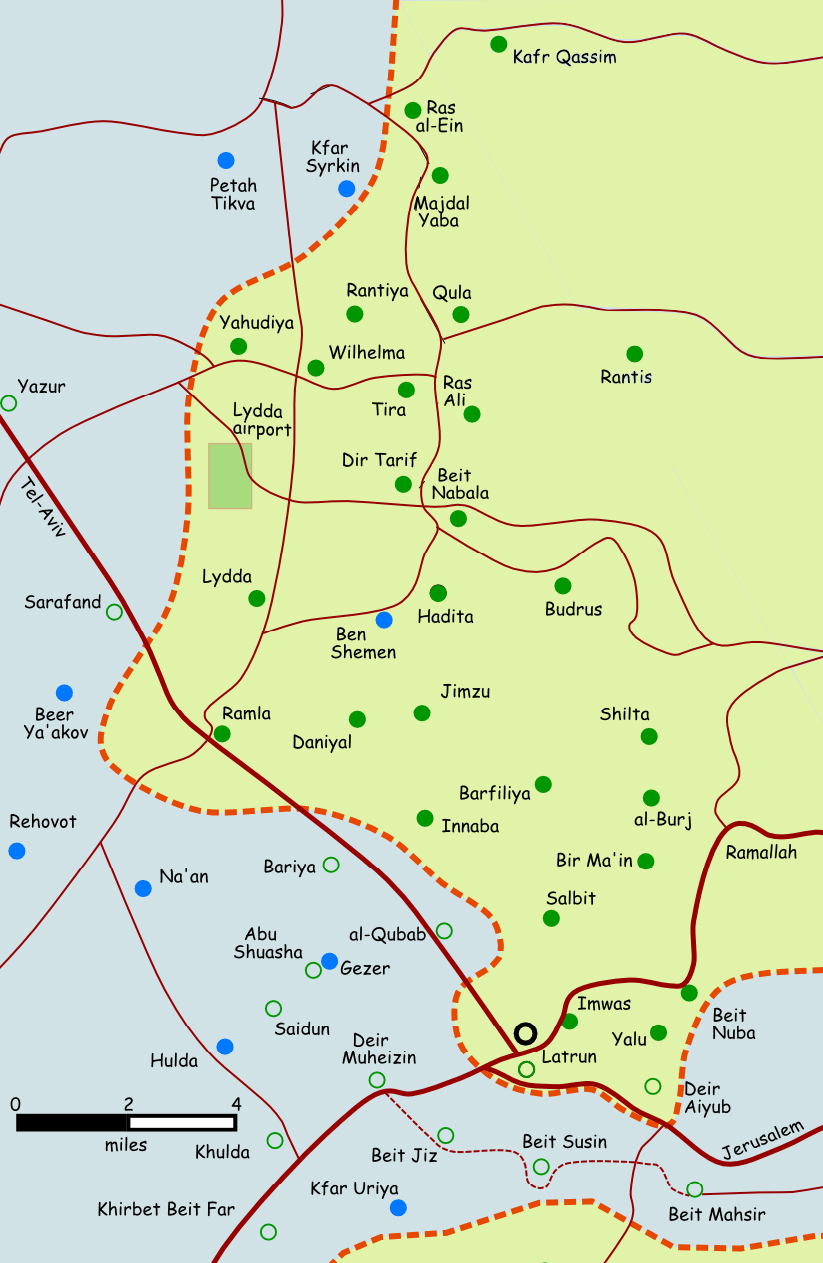
Villages arabes expulsés dans le sous-district de Ramle au 9 juillet 1948.

En 1947, Majdal Yaba faisait partie des territoires attribués à l'état arabe créé par le plan de partage de la Palestine des Nations unies qui a été rejeté par la partie arabe. Durant la guerre, le 12 juillet 1948, le village est occupé par le second bataillon de la brigade Alexandroni lors de l'opération Dani. Cette brigade a délogé l'armée irakienne qui défendait le village lors de cette première guerre israélo-arabe. Le village voisin appelé Ras al-Ayn, désert depuis 1920, a lui aussi été occupé. Le New York Times rapporte que la situation des Irakiens encerclés était désespérée. La prise de Majdal Yaba a aussi conduit au contrôle des collines au nord de la zone des opérations et à celui des sources de la rivière Al-Auja (Yarkon). Les forces irakiennes ont essayé de reprendre le village, mais elles ont été repoussées par l'armée israélienne avec de lourdes pertes.
L'actuelle ville israélienne de Rosh HaAyin a été construite sur les terres du village dans les années 1950. En 1953, le moshav de Givat HaShlosha est installé sur le territoire du village. D'après l'historien palestinien Walid Khalidi, les ruines de la forteresse couronnent la colline et la tombe du Chaykh al-Sadiq et une partie du cimetière existent encore. La forteresse tombe lentement en ruines et la coupole de la tombe est gravement fissurée.

## Données démographiques
D'après les relevés ottomans, Majdal Yaba avait 1 596 habitants en 1944. Le recensement effectué pendant le mandat britannique en 1922 fait état de 796 habitants dans le village et de 966 habitants lors du recensement de 1931. Sami Hadawi enregistre une population de 1 520 habitants en 1945 lors d'un recensement. En 1948, une projection estime la population à 1 763 habitants. Les réfugiés palestiniens descendants des habitants du village sont estimés à plus de 10 000 en 1998.